# Виттельсем
Виттельсе́м, также Виттельсгейм, — коммуна на северо-востоке Франции в регионе Гранд-Эст (бывший Эльзас — Шампань — Арденны — Лотарингия), департамент Верхний Рейн, округ Мюлуз, кантон Виттенем. До марта 2015 года коммуна административно входила в состав кантона Серне (округ Тан).
Площадь коммуны — 23,63 км², население — 10 708 человек (2006) с тенденцией к стабилизации: 10 573 человека (2012), плотность населения — 447,4 чел/км².

## Население
Численность населения коммуны в 2011 году составляла 10 335 человек, а в 2012 году — 10 573 человека.
| 1962 | 1968  | 1975  | 1982  | 1990  | 1999  | 2006  | 2008  | 2011  | 2012  |
| ---- | ----- | ----- | ----- | ----- | ----- | ----- | ----- | ----- | ----- |
| 9782 | 10088 | 10032 | 10177 | 10452 | 10226 | 10708 | 10406 | 10335 | 10573 |

Динамика населения:

## Экономика
В 2010 году из 6527 человек трудоспособного возраста (от 15 до 64 лет) 4634 были экономически активными, 1893 — неактивными (показатель активности 71,0 %, в 1999 году — 64,5 %). Из 4634 активных трудоспособных жителей работали 4014 человек (2127 мужчин и 1887 женщин), 620 числились безработными (333 мужчины и 287 женщин). Среди 1893 трудоспособных неактивных граждан 568 были учениками либо студентами, 698 — пенсионерами, а ещё 627 — были неактивны в силу других причин.
На протяжении 2011 года в коммуне числилось 4146 облагаемых налогом домохозяйств, в которых проживало 10 257 человек. При этом медиана доходов составила 19780 евро на одного налогоплательщика.

## Достопримечательности (фотогалерея)

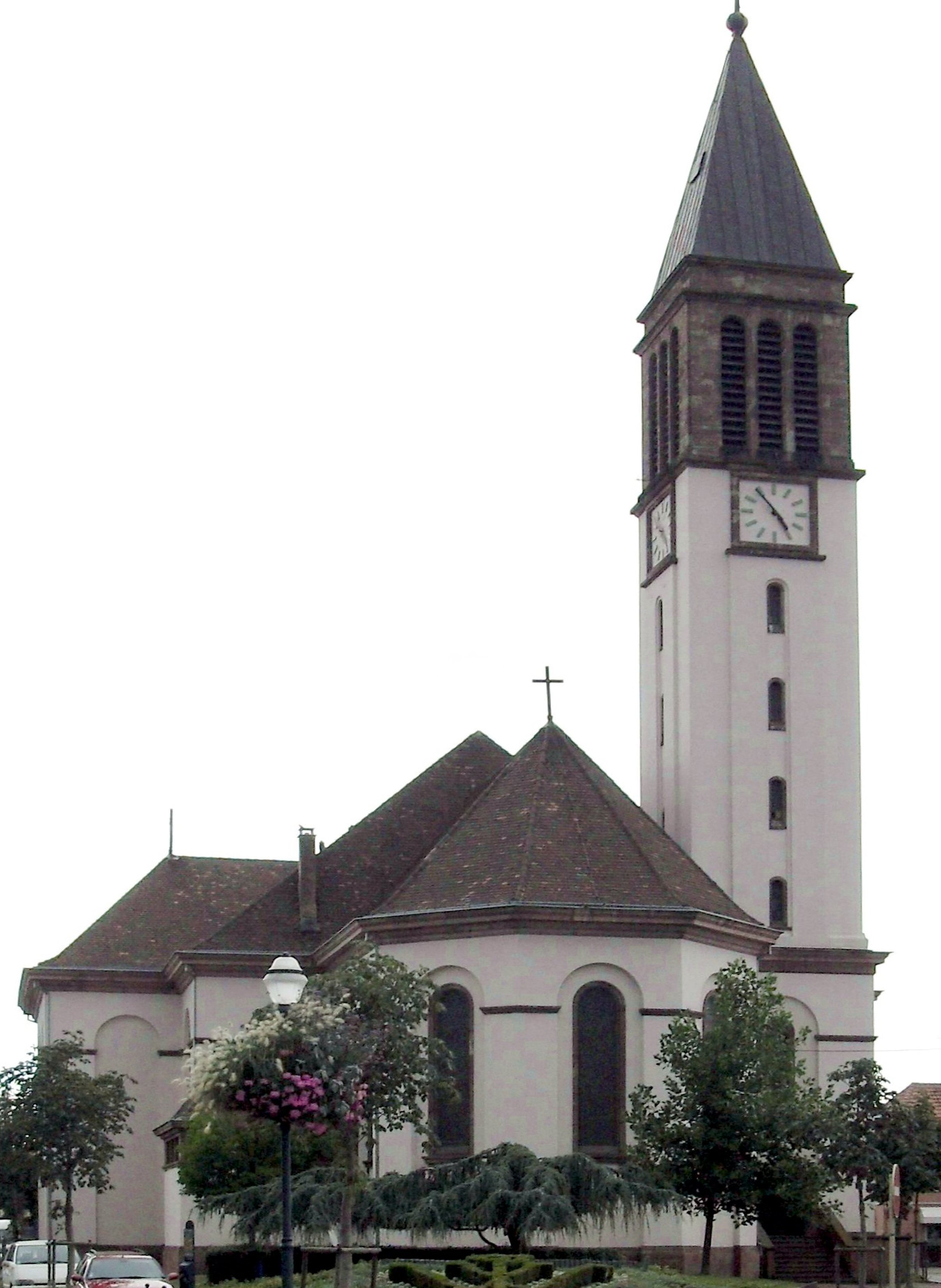
Церковь Сен-Мишель
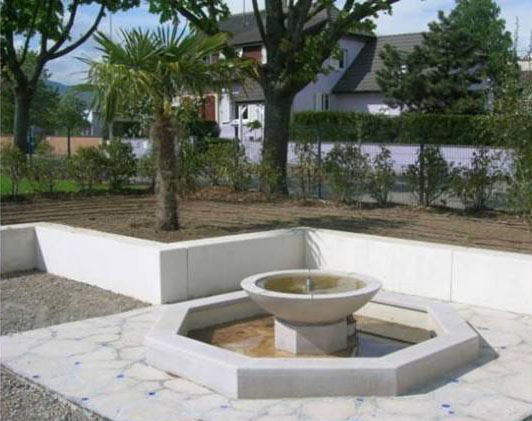
Фонтан